# Octodontoidea
Octodontoidea – nadrodzina ssaków z infrarzędu jeżozwierzokształtnych w obrębie rzędu gryzoni (Rodentia), z charakterystycznego dla terenów Ameryki Południowej podrzędu: jeżozwierzowce (Hystricomorpha).  Najbardziej znanym gatunkiem należącym do Octodontoidea jest koszatniczka pospolita (Octodon degus).

## Nazewnictwo
Człon nazwy nadrodziny Octodon- [ośmio-, czy raczej ósemkowo zębny] Octodontoidea zawdzięczają ukształtowaniu trzonowców (gr. ὀκτώ; ὀδούς, oktṓ = osiem; gr. ὀδούς, odoús = zęby), a nie ilości zębów.

## Systematyka
Obecna klasyfikacja zalicza Octodontoidea do jeżozwierzokształtnych (Hystricognathi).
Do Octodontoidea należą następujące występujące współcześnie rodziny:
- Abrocomidae G.S. Miller & Gidley, 1918 – szynszyloszczurowate
- Ctenomyidae Lesson, 1842 – tukotukowate
- Octodontidae Waterhouse, 1840 – koszatniczkowate
- Echimyidae J.E. Gray, 1825 – kolczakowate

Opisano również rodziny wymarłe:
- Acaremyidae Ameghino, 1902
- Adelphomyidae B. Patterson & Pascual, 1968
- Heptaxodontidae Anthony, 1917 – gigahutiowate

Rodzaje wymarłe o niepewnej pozycji systematycznej nie sklasyfikowane w żadnej z powyższych rodzin:

- Caviocricetus Vucetich & Verzi, 1996[12]
- Draconomys Vucetich, Vieytes, Pérez & Carlini, 2010[13] – jedynym przedstawicielem był Draconomys verai Vucetich, Vieytes, Pérez & Carlini, 2010
- Dudumus Arnal, Kramarz, Vucetich & Vieytes, 2014[14]
- Ethelomys Vucetich, Dozo, Arnal & Pérez, 2015[15] – jedynym przedstawicielem był Ethelomys loomisi (Wood & B. Patterson, 1959)
- Lapazomys Pérez, Arnal, Boivin, Vucetich, Candela, Busker & Mamani Quispe, 2018[16] – jedynym przedstawicielem był Lapazomys hartenbergeri Pérez, Arnal, Boivin, Vucetich, Candela, Busker & Mamani Quispe, 2018
- Leucokephalos Vucetich, Dozo, Arnal & Pérez, 2015[17]
- Marisela Vucetich, Carlini, Aguilera & Sánchez-Villagra, 2010[18] – jedynym przedstawicielem był Marisela gregoriana Vucetich, Carlini, Aguilera & Sánchez-Villagra, 2010
- Massoiamys Vucetich, 1978[19] – jedynym przedstawicielem był Massoiamys obliquus Vucetich, 1978
- Metacaremys Piñero, Verzi, Olivares, Montalvo, Tomassini & Fernández Villoldo, 2021[20]
- Migraveramus B. Patterson & Wood, 1982[21]
- Morenella Palmer, 1903[22]
- Pampamys Verzi, Vucetich & Montalvo, 1995[23] – jedynym przedstawicielem był Pampamys emmonsae Verzi, Vucetich & Montalvo, 1995
- Paulacoutomys Vucetich, Souza Cunha & Farraz de Alvarenga, 1993[24] – jedynym przedstawicielem był Paulacoutomys paulista Vucetich, Souza Cunha & Farraz de Alvarenga, 1993
- Phtoramys Ameghino, 1887[25]
- Plateomys Ameghino, 1881[26] – jedynym przedstawicielem był Plateomys scindens Ameghino, 1881
- Plesiacarechimys Vucetich & Vieytes, 2006[27] – jedynym przedstawicielem był Plesiacarechimys koenigswaldi Vucetich & Vieytes, 2006
- Prospaniomys Ameghino, 1902[28] – jedynym przedstawicielem był Prospaniomys priscus Ameghino, 1902
- Pseudoplataeomys Kraglievich, 1934[29]
- Sallamys Hoffstetter & Lavocat, 1970[30]
- Selvamys Boivin, Marivaux, Pujos, Salas-Gismondi, Tejada-Lara, Varas-Malca & Antoine, 2018[31] – jedynym przedstawicielem był Selvamys paulus Boivin, Marivaux, Pujos, Salas-Gismondi, Tejada-Lara, Varas-Malca & Antoine, 2018
- Tarijamys Takai, Arozqueta, Mizuno, Yoshida & Kondo, 1984[32] – jedynym przedstawicielem był Tarijamys huaycensis Takai, Arózqueta, Mizuno, Yoshida & Kondo, 1984
- Vallehermosomys Vucetich, Vieytes, Pérez & Carlini, 2010[33]